# Zalesovo
Zalesovo (in russo Залесово?) è un villaggio del settore meridionale della Siberia Occidentale situato nel Territorio dell'Altaj,  in Russia. È il centro amministrativo del distretto Zalesovskij.
La località si trova 142 km a nord-est della capitale Barnaul.